# Sundi
Sundi (även nsundi, kongo-sundi, suundi och manyanga, plural basundi, basoundi, bassoundi) är ett bantufolk i Centralafrika fördelade på huvudsakligen tre länder; Angola (Kabinda), Kongo-Brazzaville och Kongo-Kinshasa. De anses vara den största undergruppen av kongo och sägs vara ca 260 000. Deras språk heter också suundi. Sundi kan i sin tur delas upp i flera undergrupper som sägs härstamma från sundi, bland annat bwende, dondo, gangala och kamba.

## Historia
Sundi anses har kommit till Kongofloden och etablerat ett rike redan innan det stora Kongoriket växte fram på 1500-talet. Portugiserna kallade riket för Nsundi vilket blev en av de provinser som sedan ingick i Kongoriket. Huvudstaden lär ha legat i distriktet som nu heter Bonko Songho (södra Kongo-Brazzaville) nära byn Mbanza Nsundi i dagens Kongo-Kinshasa. Tidigt på artonhundratalet var det krig mellan sundi och teke när teke flyttade sydväst in i Niaridalen.
Sundi härstammar från nsundiklanen och den kvinnlige förfadern Mansundi har givit namn till deras hövdingtitel.

### Arkeologiska undersökningar

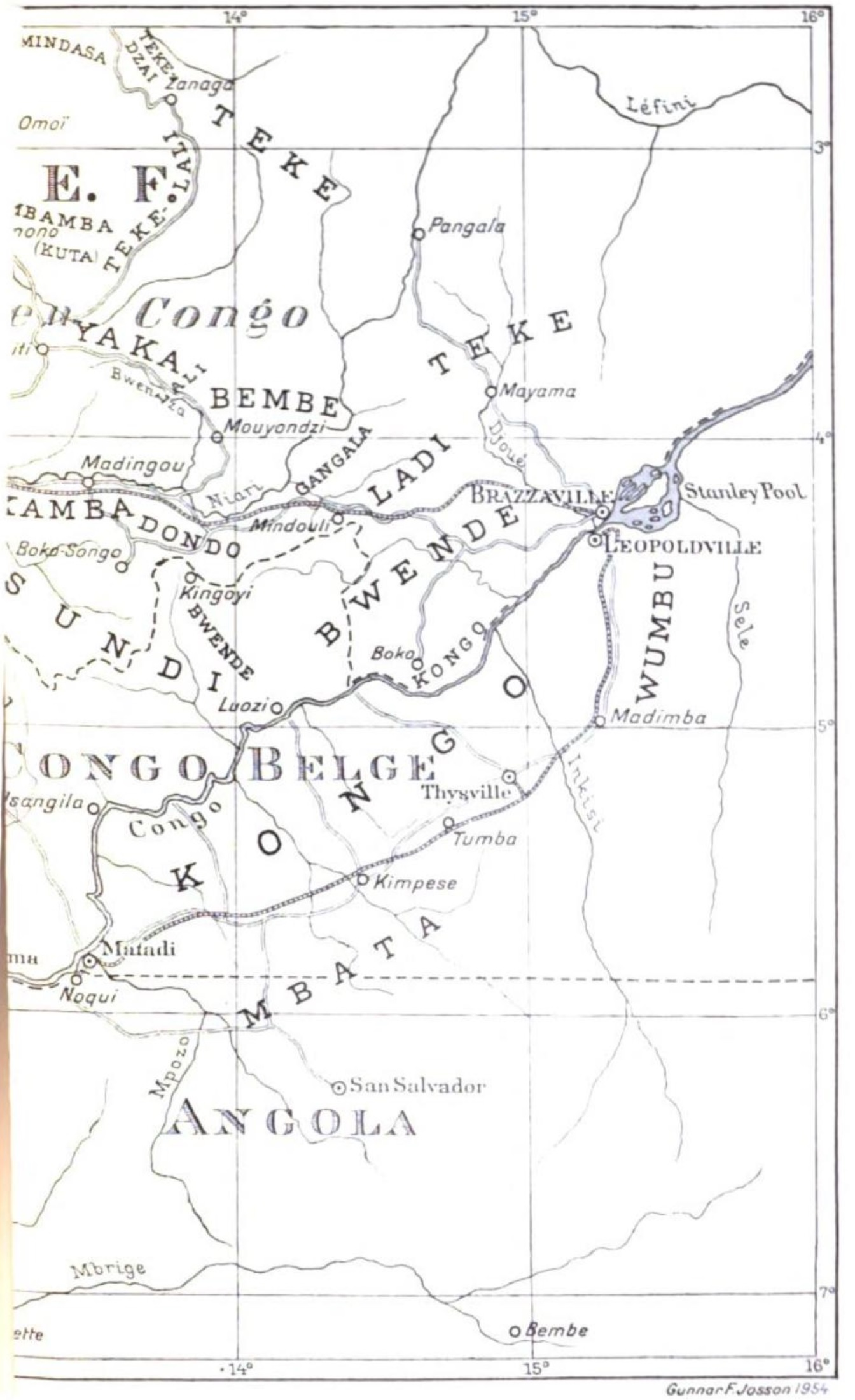
Karta som visar sundi och andra etniska grupper i Nedre Kongo.

Under 2015-2018 gjordes arkeologiska undersökningar vid Kindoki och här hittades lämningar som sägs vara från forna huvudstaden Mbanza Nsundi.

## Kongomissionen och sundi
Den svenska kongomissionen under slutet av 1800-talet och hela första halvan av 1900-talet verkade i sundis område, inte minst vid stationerna Kongoyi, Kibunzi, Diadia, Kinkenge och Mukimbungu. Karl Edvard Lamans verk, "Kongo I-III" handlar till stor del om sundi.

## Byn sundi mongo på Etnografiska museet
Till följd av de stora missionssamlingarna från Kongo på Etnografiska museet öppnades en ny utställning 1983 med namnet "Sundi mongo - en bakongoby i Zaire". Redan vid museets öppnande 1980 fanns en första del med namnet "Basundi - svedjebrukare vid Kongoflodens nedre lopp". Den centrala delen av utställningen var en modell av en by gjord av Anders Åberg. Missionären Curt Olofson (född 1936) hade samlat in föremål bland sundi föregående år och även tagit fotografier. I utställningen visades dock inte bara sundiföremål utan föremål från hela Nedre Kongo. Under årens lopp gjordes den sedan om flera gånger men fanns kvar ända fram till 2016.